# Alphonse Raymond
Alphonse Raymond, né le 26 juillet 1884 à Sainte-Anne-de-Beaupré et mort le 6 juin 1958 à Montréal, est un homme politique québécois. Il fut orateur du Conseil législatif du Québec de 1936 à 1940, puis de 1944 à 1950.